# Jaguar 420

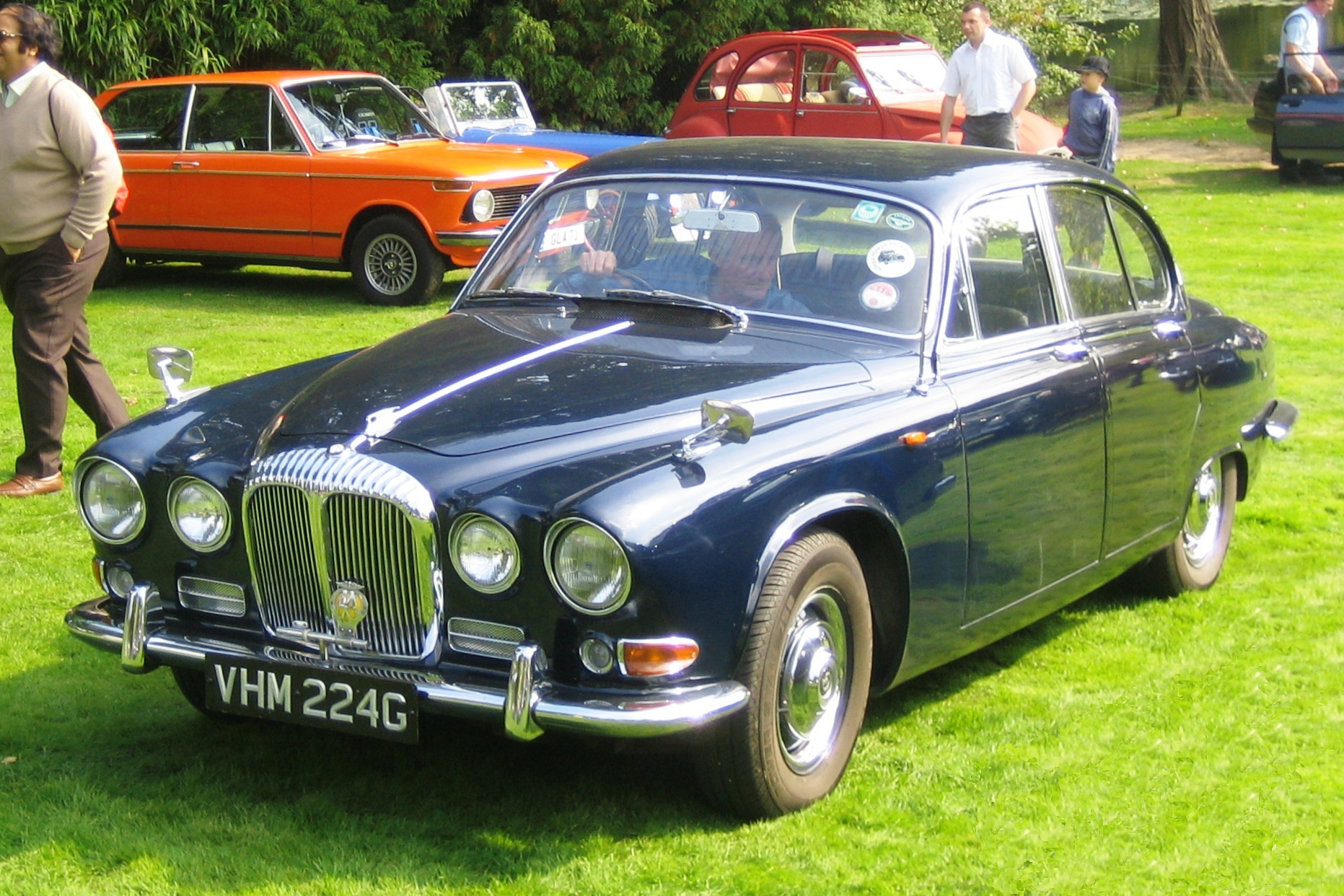
Daimler Sovereign

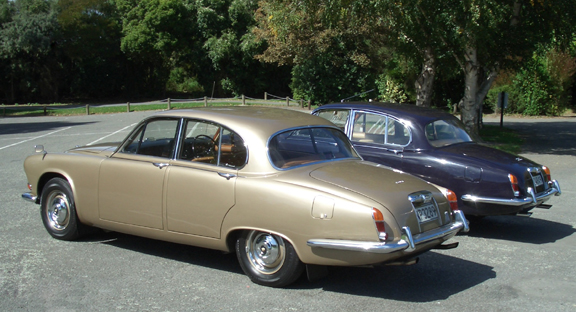
vpředu Jaguar 420, vzadu Daimler Sovereign

Jaguar 420 byl luxusní sedan vyráběný britskou automobilkou Jaguar mezi lety 1966 a 1968. V nabídce značky měl vyplnit mezeru mezi modelem Mark II a větším Mark X. Společně s modelem 420 se vyráběl shodný vůz pod automobilkou Daimler, kterou Jaguar koupil v roce 1960. Vůz nesl název Daimler Sovereign.
Jaguar 420 se poprvé představil na londýnském autosalonu v Earls Court v říjnu 1966, společně s Daimlerem Sovereign. Jeho vznik byl vyprovokován nezájmem o model 3.8 Litre S presentovaným v roce 1965. Model 420 byl v hierarchii značky plánován mezi menší model Mark II, popřípadě S-Type a velký luxusní model Mark X. Vzhledově i technicky měl Jaguar 420 mnoho společného právě s těmito modely, nejvíce však s modelem S-Type (1963-1968). Po něm zdědil design střední i zadní části vozu, technická řešení včetně nezávislého zavěšení zadních kol a podobný interiér. Nová byla přední část. Svislou masku chladiče s chromovaným páskem uprostřed a konfiguraci čtyř světel pocházela z modelu Mark X, který byl téhož roku jako se představil model 420 přejmenován na Jaguar 420G (G v názvu pravděpodobně zkracovalo slovo Grande – „Velký“). 420 a 420G by se neměli mezi sebou zaměňovat.
Pohon obstarával řadový šestiválec o objemu 4 235 cm³ převzatého z Mark X, nyní však pouze se dvěma karburátory SU HD8 místo tří. Dával výkon 245 k (183 kW), díky čemuž mohl vůz s manuální převodovkou dosáhnout max. rychlosti přes 200 km/h, poprvé u limuzíny Jaguar. Zrychlení z 0 na 100 km/h se pohybovalo okolo 10 sekund. Nabízel se buď s třístupňovou automatickou převodovkou Borg Warner nebo s čtyřstupňovou manuální převodovkou Jaguar. Vůz byl kladně hodnocen za přenos síly motoru na vozovku, byl však často kritizován za přílišnou přetáčivost a nepřesné servořízení. Z Mark X pocházel také dvoukruhový kotoučový brzdový systém Girling. Za dva roky výroby činila produkce 10 236 vozů. Vinu nesl nový Jaguar XJ6, který se záhy po svém uvedení na trh (1968) stal jedním z nejúspěšnějších a nejprodávanějším vozem značky.

## Daimler Sovereign
Daimler Sovereign se společně s Jaguarem 420 poprvé představil veřejnosti v říjnu 1966. Model Sovereign znamenal pro Daimler konec technické a designérské nezávislosti. Vůz byl téměř naprosto shodný se svou předlohou. Lišil se pouze maskou chladiče s typickým drážkováním, madlem kufru, rozsahem výbavy, která byla oproti Jaguaru luxusnější a také znakem vozu. Tím bylo psací "D" na kapotě a na maticích kol. Sovereign (jméno britské mince) poháněl šestiválcový motor XK z modelu 420, ovšem s nápisy Daimler na krytech vahadel. Do roku 1969 se vyrobilo 5 824 exemplářů.